# 建平郡 (北魏)
建平郡，中国南北朝时设置的郡。
北魏时设置，在今山西省孝义市西，北齐文宣帝天保七年（556年）废。